# إنفانتا ماريا كريستينا من إسبانيا
إنفانتا ماريا كريستينا من إسبانيا (بالإسبانية: María Cristina de Borbón y Battenberg) (و. 1911 – 1996 م) هي أرستقراطية إسبانية، ولدت في قصر مدريد الملكي، توفيت في مدريد، عن عمر يناهز 85 عاماً.

## معرض صور